# Lake Britton
Der Lake Britton ist ein Stausee im Shasta County, Kalifornien. Er ist bekannt für seine Fischbestände, insbesondere für die große Vielfalt an Barschen und Forellen. Sein Hauptteil liegt westlich der California State Route 89 und ist größtenteils von Eigentum von PG&E, Forest Service Land und dem McArthur-Burney Falls Memorial State Park umgeben. Entlang des Nordufers liegen die Campingplätze North Shore und Dusty Campgrounds. Er wird hauptsächlich vom Pit River gespeist.
Der Pit-3-Damm (auch bekannt als Pit Number Three Dam oder Dam Number Three) ist das Wasserkraftwerk am Pit River, das den Lake Britton bildet. Die Baumaßnahmen des Damms wurden 1925 abgeschlossen, seitdem gibt es auch den Lake Britton.

## Film-Drehort

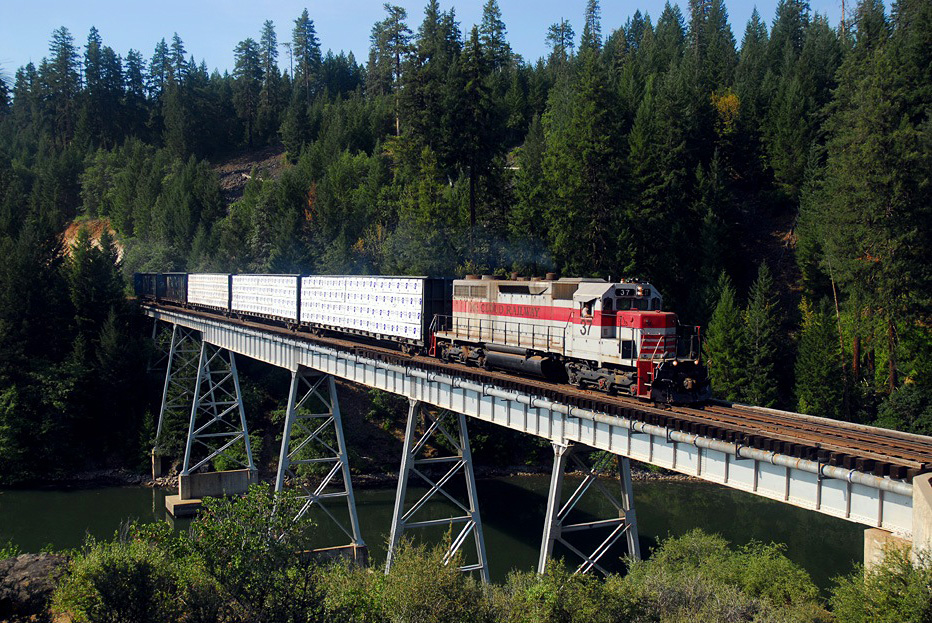
Die Eisenbahnbrücke über den See (2006)

Eine Eisenbahnbrücke, die den Lake Britton (östlich des Highway 89) überspannt, diente als Drehort für die Eisenbahnbrückenszene im Film Stand by Me – Das Geheimnis eines Sommers von 1986. Die Brücke wird mittlerweile nicht mehr für den Schienenverkehr genutzt und ist gesperrt.